# 觸電感受
触电是美国创作型歌手泰勒·斯威夫特与美国乐队打倒男孩合作的一首歌曲，原定于收录于她的于2010年发行的第三张录音室专辑《爱的告白》中，但最终未收录。后收录于她的第三张重录专辑《爱的告白 (重制版)》中。
触电是一首流行朋克和流行摇滚歌曲，制作上使用了动态鼓点和电吉他重复的旋律组成，人声则由斯威夫特和打倒男孩的主唱派崔克·史坦普共同呈现。歌词讲述了新发现的爱情带来的焦虑、兴奋和自我怀疑。大多数评论家对触电给予了好评，称赞了歌曲的制作和斯威夫特与帕特里克之间的声音契合度。但也有一些评论家对这首歌持否定态度。触电在《公告牌》全球两百强单曲排行榜上排名第37位，并进入了澳大利亚、加拿大、新西兰、菲律宾和美国的排行榜中。

## 背景
在与联众唱片签订新合同后，斯威夫特于2020年11月开始重新录制她的前六张录音室专辑 。做出这一决定之前，斯威夫特曾与艺人经纪人斯库特·布劳恩发生了一场公开纠纷。布劳恩是斯威夫特的前唱片公司大机器唱片的目前所有者，他拥有斯威夫特在大机器唱片发行的前六张录音室专辑的母带。通过重新录制专辑，斯威夫特拥有了新母带的所有权，这使她能够控制歌曲的商业使用许可，从而取代大机器唱片所有的母带。2021年，斯威夫特发行了两张重录专辑，分别是《放手去爱 (重制版)》和《红 (重制版)》。这两张重录专辑中收录了几首“私藏版”（From the Vault）曲目，这些曲目皆由斯威夫特创作，但在原版专辑中并未收录。
2023年5月5日，斯威夫特在她的第六次巡回演唱会时代巡回演唱会上宣布她的第三张重录专辑将会是《爱的告白 (重制版)》，这是她的第三张录音室专辑《爱的告白》的重新录制版。她在社交媒体上分享说，最初的专辑是一个“关于成长、挣扎、飞翔和坠落……最终得以活着讲述出来”的童话，涵盖了“直截了当的诚实、不加过滤的日记式坦白、以及无法无天的渴望”。6月5日，斯威夫特在社交媒体上发布了重制版专辑的曲目列表，其中包含了六首“私藏版”歌曲，这六首歌曲原定于收录在《爱的告白》中，但最终并未收录其中 。触电是六首私藏版歌曲的其中一首，这首歌曲以美国乐队打倒男孩助阵为特色，斯威夫特在社交媒体称打倒男孩是在她创作《爱的告白》时受到影响的艺术家之一。

## 音乐和歌词

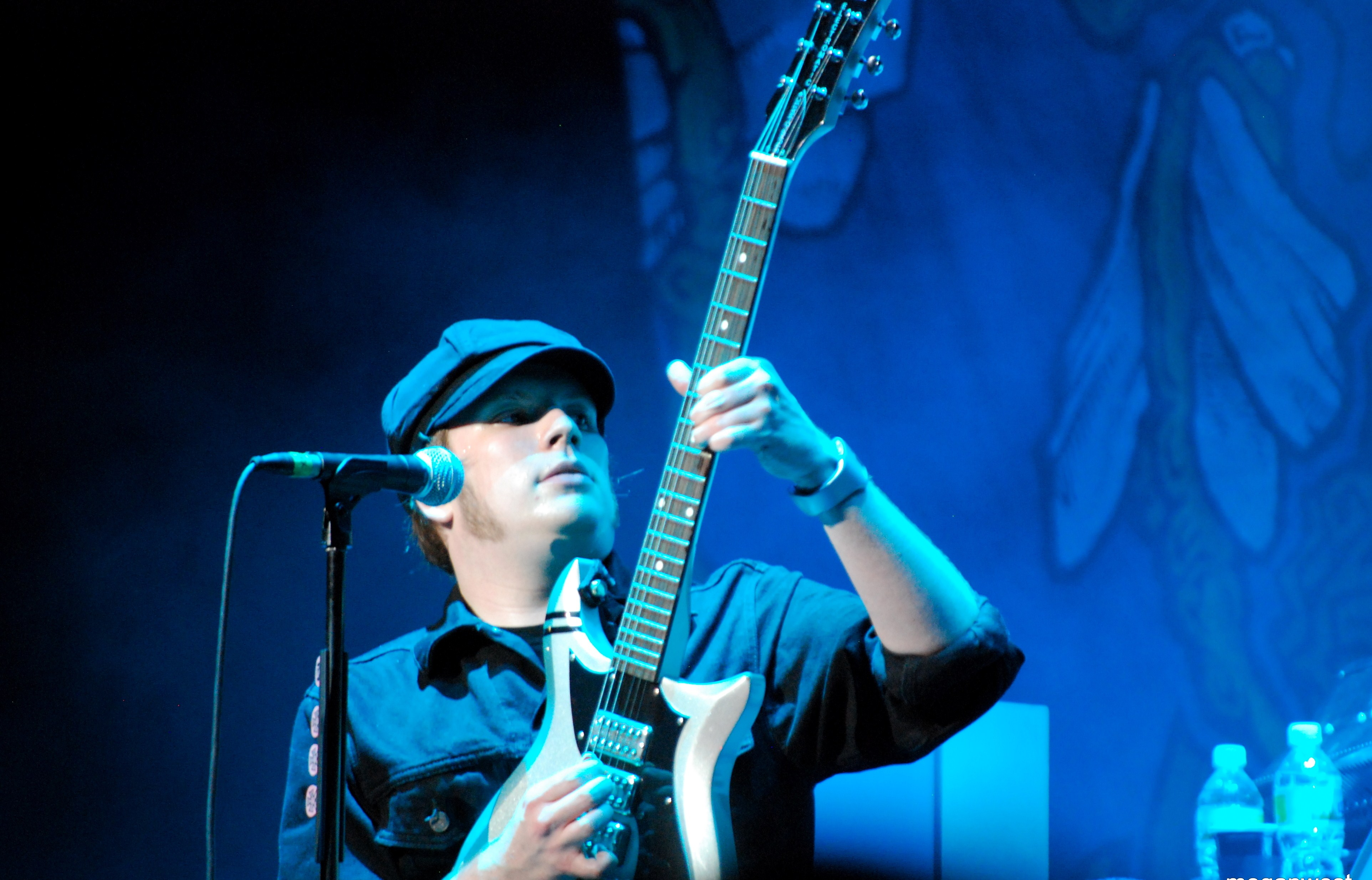
斯威夫特与打倒男孩的主唱派崔克·史坦普（图）共同演唱了这首歌曲

斯威夫特创作了触电，并与亞倫·戴斯納共同制作了这首歌曲，德斯那还担任了这首歌曲的工程师，并演奏了钢琴、多种吉他，合成器和打击乐。打倒男孩的主唱派崔克·史坦普助阵演唱，并演奏了电吉他，他还是这首歌曲的额外工程师。这首歌的其他演奏者还包括本杰明·兰兹（Benjamin Lanz，合成器）、詹姆斯·麦卡利斯特（James McAlister，合成器）、乔·鲁索（Joe Russo，鼓）、乔希·考夫曼（ Josh Kaufman，原声吉他，电吉他，钢琴和风琴）以及托马斯·巴特利特（Thomas Bartlett，键盘，钢琴和合成器）。
触电时长4分26秒，是一首流行朋克和流行摇滚歌曲。在制作上使用了电吉他重复的旋律和渐强的鼓声，